# 鹿沼右衛門
鹿沼 右衛門（かぬま うえもん）は、戦国時代から安土桃山時代にかけての武将。実名は不明。壬生氏の家臣。下野国猪倉城主。

## 略歴
壬生綱房の弟で鹿沼城主・周長（徳雪斎）に従い壬生家中では親宇都宮氏側として活躍した。
天正4年（1576年）には宇都宮家臣の芳賀高定や壬生周長と共謀し、鹿沼城の天満宮で壬生氏当主で反宇都宮氏側の立場を取っていた壬生綱雄の暗殺に成功した。しかし、同年、復讐に燃える壬生義雄に攻められ鹿沼城は落城。鹿沼右衛門の居城である猪倉城も壬生義雄の家臣で猛将板橋親棟に攻められ右衛門は討死した。主君・徳雪斎も鹿沼城から脱出したところを板橋親棟に攻められ討死したという。